# Bokajalfalu

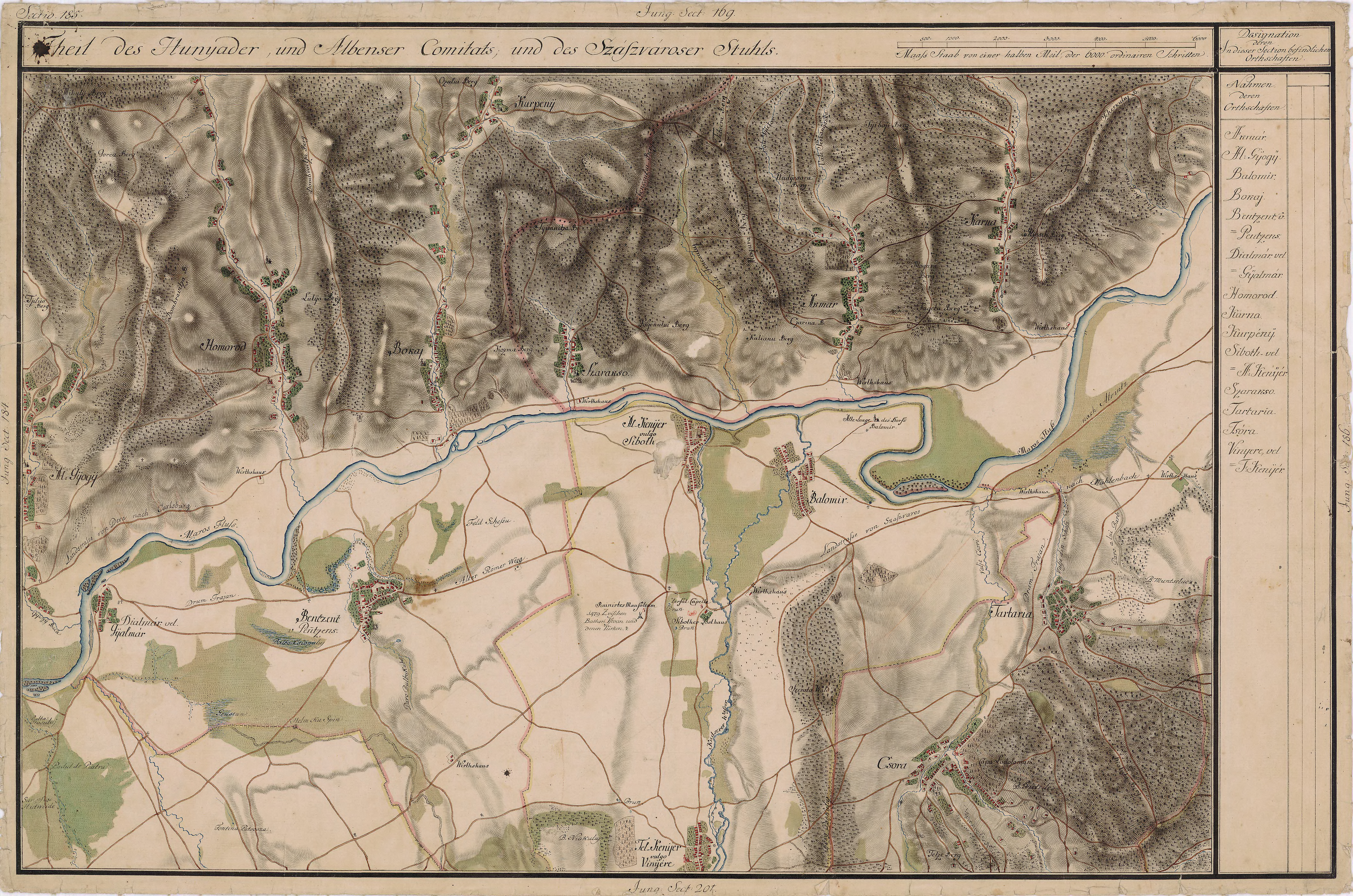
Bokajalfalu környéke 1769-1773 között

Bokajalfalu (Alfalubokaj, románul: Băcăinți, németül: Bocksdorf) falu Romániában, Fehér megyében, Alkenyér községben.

## Fekvése
Az Erdélyi-érchegység lábánál, a Maros jobb partján, Szászvárostól 17 km-re északkeletre fekszik.

## Nevének eredete
Első írásos említése Bakay alakban 1263-ból maradt fenn. Magyar neve 1587-ig Bakaj. Ez Kiss Lajos szerint egy szláv eredetű Baka személynév régies birtokjellel ellátott alakjából képződött. Utótagja csak a 19. század végén bukkant fel, miután kivált belőle Bokajfelfalu. Román neve egy szláv *Bakajinci (='Bakaj lakói') alakból származhat.

## Története
A faluban bronzkori település nyomait tárták fel.
Határában egy katolikus lakosságú falu létezett, amely talán a tatárjáráskor pusztult el.
Református hívői 1766-ban Algyógy filiáját alkották. 1784. november 6-án Horea felkelői mészárolták lemészárolták a Thoroczkai családot. 1848 novemberében román felkelők több magyar birtokost megöltek. 1849 áprilisában a magyar vadászok 27 lakosát végezték ki. Május 17. és 19. között Avram Iancu megverte Hatvani Imre honvédeit, akik 300 főt veszítettek.
1874-ben kivált belőle Bokajfelfalu. Legnagyobb birtokosai 1909-ben Zsakó István, Ioan Mihu, Imbres József és Florea Hurdubar voltak.

## Népessége
- 1850-ben 1220 lakosából 1184 román, 18 zsidó, 17 cigány és 1 magyar nemzetiségű; 1185 ortodox, 18 zsidó és 16 görögkatolikus vallású volt.
- 2002-ben 317 lakosából 306 volt román nemzetiségű; 305 ortodox vallású.

## Híres emberek
- Gyermekkorában itt, nagyapjának, Zsakó Istvánnak birtokán töltötte nyarai egy részét Mikó Imre jogász, író.

## Látnivalók
- A falu mellett egy faragatlan kövekből rakott torony áll, egy középkori falu templomának maradványa. Maga a templom, amelynek a falai a 20. század elején még álltak, a tatárjárás előtt épült, legkésőbb a 11–12. század fordulóján.
- Faerkélyes tornyú ortodox temploma 1744-ben épült, 1895-ben jelentősen átépítették.